# J. Inácio

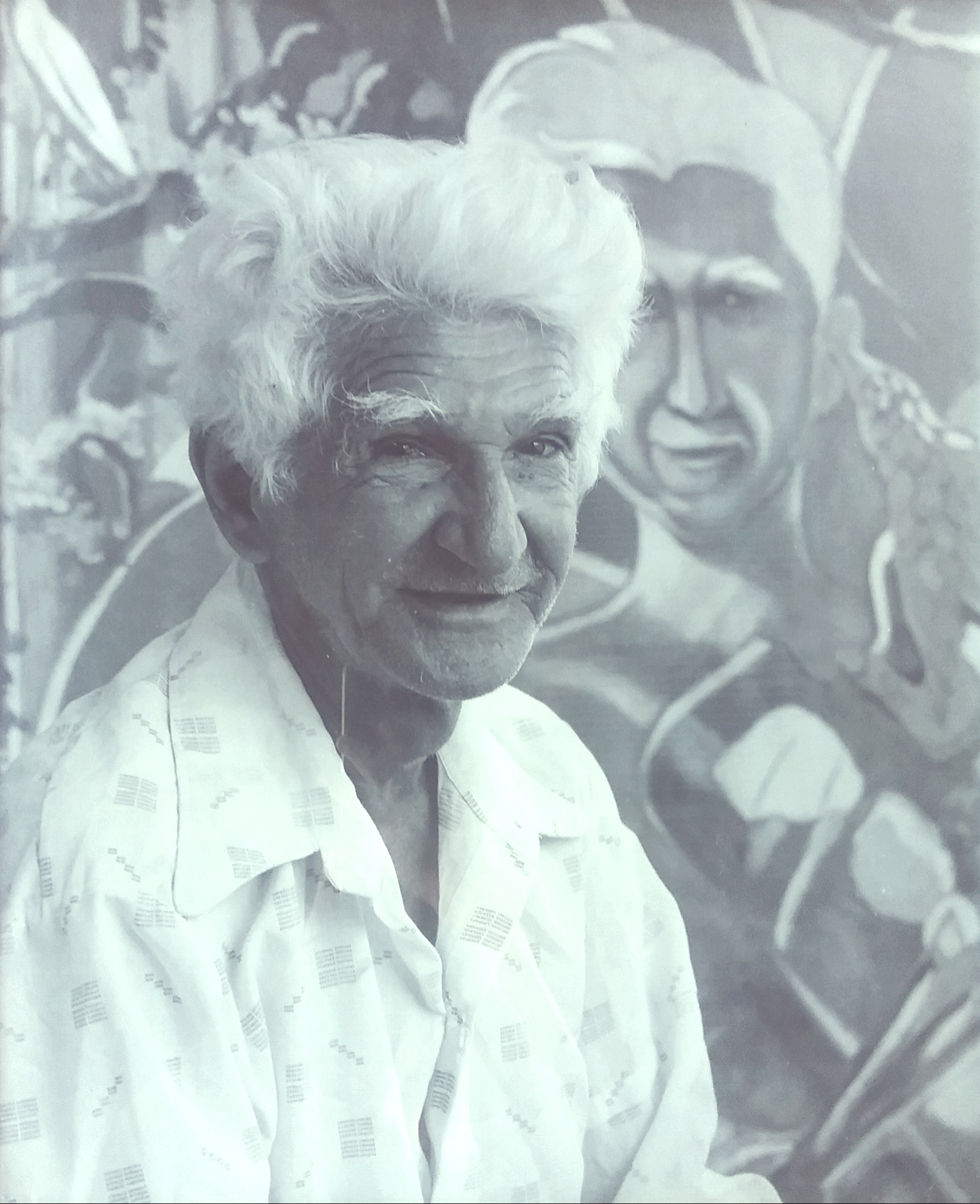
Fotografia de J. Inácio por Dinho Duarte

José Inácio Alves de Oliveira (Povoado Bolandeira, Arauá, 11 de junho de 1911 - Aracaju, 1º de agosto de 2007) foi um pintor brasileiro conhecido por seus trabalhos artísticos expressionistas que retratam personagens e paisagens sergipanas. Tinha como pseudônimo: J. Inácio, Inácio Ventura ou Igo (abreviação de Ignácio de Oliveira). Ainda na infância (sem data documentada), saiu do seu povoado natal e foi para o município de Estância/SE com seus pais (Maria Alves da Silva e Pedro Barros Vilobaldo de Oliveira Souza) e seus quatro irmãos, dentre eles, Padre Pedro, muito conhecido regionalmente pelas suas ações humanitárias no estado de Sergipe. Anos depois, partiram então para a Capital de Sergipe, Aracaju, local em que viveu sua juventude. Na nova cidade, prosperou ajudando seu pai em algumas empreitadas mercantis, vendendo frutas, objetos confeccionados em folhas de flandres e alpargatas feitas no município de Simão Dias/SE; trabalho que ele já realizava desde o seu tempo em Estância.
Nos estudos, chegou a frequentar diversas escolas de ensino básico da capital, primeiro, na de D. Marocas, no oitão do antigo Quartel do 28 BC. Estudou também em um colégio localizado na atual rua 24 Horas, na “Barão de Maruim” (Rua de Itabaiana) e na “Siqueira Campos”. Assim que aprendeu a ler e escrever, começou a produzir textos e poemas sobre diversos temas.
Aos dezoito anos, interpretou Judas em uma encenação da Semana Santa, na Colina do Santo Antônio. Próximo dessa época, em 1930, aos dezenove anos, começou a pintar sob influência do poeta Garcia Rosa e críticas do artista plástico Jordão de Oliveira. Teve também como seu primeiro mestre o grande pintor e matemático Quintino Marques, que lhe inspirou a pintar os assuntos tropicais das terras sergipanas, principalmente as bananeiras, símbolo marcante em sua iconografia.
Sua primeira exposição aconteceu na antiga Biblioteca Pública Estadual de Aracaju em 1931 (atual Biblioteca Pública Estadual Epifânio Dória). No ano seguinte, em 1932, recebeu do Governo Augusto Maynard uma bolsa para estudar na Escola Nacional de Belas Artes, no Rio de Janeiro. Lá, teve aulas na qualidade de escultor com os artistas Marques Junior e Correia Lima. No entanto, saiu da instituição cerca de um ano depois. Em sua curta passagem pela escola, reencontrou durante as aulas outro discípulo de Quintino Marques, Jordão de Oliveira, que se tornou o grande incentivador de seu trabalho, fornecendo abrigo, material de pintura e conselhos para o jovem Inácio. No Rio de Janeiro, ganhou a vida trabalhando para jornais, revistas como caricaturista e ilustrador, vendendo poemas nas ruas. Nos anos seguintes, suas obras ganharam cada vez mais reconhecimento, sendo expostas no Liceu de Belas Artes e no Salão de Artes Plásticas, no Rio de Janeiro. Lá, recebeu prêmios, como a Medalha de bronze em 1943 e a Medalha de Menção Honrosa, em 1944, em apreciação à sua arte. Entretanto, não era apegado à vaidades, viveu grande parte da vida como asceta e embora seus quadros fossem disputados por apreciadores, ele pouco desfrutou desse reconhecimento.
Suas emoções transpareciam em pinceladas fortes e cores vibrantes, principalmente o verde e o amarelo, que permeavam suas obras expressionistas. A vivacidade de sua personalidade transbordava pela tela e pelos temas que ele mais gostava de abordar, como as garças, jaqueiras, casas de farinha, pântanos, paisagens rurais e urbanas do nordeste, personalidades ilustres e autoridades sergipanas.
No ano de 1981, já residindo permanentemente em Aracaju, J. Inácio foi homenageado como patrono da Galeria de Arte J. Inácio. Instituída pelo Decreto de Lei N° 5.469, durante o governo de Djenal Tavares Queiroz, vista a importância de sua contribuição para a cena artística sergipana e brasileira.
No dia 16 de março de 1988, J. Inácio foi homenageado com a Comenda da Ordem do Mérito Serigy em Grau de Oficial, outorgada pelo Prefeito de Aracaju Jackson Barreto e no ano de 2000, sob o decreto N° 111, no dia 25 de Maio, pela segunda vez, foi conferido à J. Inácio o Grau de Oficial da Ordem do Mérito Serigy, pelo Prefeito de Aracaju, João Augusto Gama da Silva.
Ao longo dos anos, entretanto, a exposição às tintas acabou minguando a sua saúde. Como conhecido, esse material contém substâncias tóxicas e metais pesados em sua composição, e Inácio, como pintor ávido, vivia coberto de tinta por longos períodos de tempo. Esse infortúnio lhe trouxe grandes problemas de saúde, ao ponto de afastá-lo da pintura por meses a fio. Porém mesmo com idade avançada, ele não se abateu, seu ímpeto artístico foi direcionado para novos métodos artísticos até que pudesse voltar a desempenhar seu talento nas telas.
Em sua vida pessoal, casou-se duas vezes em cartório, passou por uma união estável e teve cinco filhos desses relacionamentos: Ruth Gomes, Railda Gomes, Belizan Gomes, Ronaldo Gomes e Roberto Gomes. Um deles, Ronaldo, artisticamente conhecido como Caã, seguiu os passos de seu genitor e se tornou pintor, tornando-se um dos artistas mais importantes do cenário artístico sergipano e realizando diversas exposições em conjunto com seu pai.
Em 2004, a União Brasileira de Escritores lhe agraciou com o Diploma de Personalidade Cultura, no dia 29 de outubro, no Rio de Janeiro.
No dia 01 de agosto de 2007, às 10h de uma quarta-feira, com 96 anos de idade, J. Inácio faleceu, deixando para trás um grande acervo de pinturas, poesias e histórias.
Em 2010, tornou-se patrono (in memorian) do 19° Salão dos Novos, promovido pela Galeria de Arte Álvaro Santos. Em 2011, ocorreu a celebração em homenagem aos 100 anos de nascimento de J. Inácio. Para isso, o Tribunal de Contas do Estado de Sergipe, realizou uma exposição que contou com o relançamento do livro “Vida e Obra de J. Inácio”, de Wagner Ribeiro. Em 2012, participou (in memoriam), da coletiva “Coleção Mário Britto”, edição especial Mostra Aracaju.